# Kolumbia a 2012. évi nyári olimpiai játékokon
Kolumbia a nagy-britanniai Londonban megrendezett 2012. évi nyári olimpiai játékok egyik részt vevő nemzete volt. Az országot az olimpián 19 sportágban 101 sportoló képviselte, akik összesen 8 érmet szereztek.

## Érmesek
| Érem  | Versenyző          | Sportág      | Versenyszám                |
| ----- | ------------------ | ------------ | -------------------------- |
| Arany | Mariana Pajón      | Kerékpározás | Női BMX                    |
| Ezüst | Caterine Ibargüén  | Atlétika     | Női hármasugrás            |
| Ezüst | Rigoberto Urán     | Kerékpározás | Férfi egyéni mezőnyverseny |
| Ezüst | Óscar Figueroa     | Súlyemelés   | Férfi 62 kg                |
| Bronz | Jackeline Rentería | Birkózás     | Női szabadfogás, 55 kg     |
| Bronz | Yuri Alvear        | Cselgáncs    | Női középsúly              |
| Bronz | Carlos Oquendo     | Kerékpározás | Férfi BMX                  |
| Bronz | Oscar Muñoz        | Taekwondo    | Férfi légsúly              |

## Asztalitenisz
Női
| Versenyző    | Versenyszám | Selejtező         | 64-es főtábla                                        | 48-as főtábla     | 32-es főtábla     | Nyolcaddöntő      | Negyeddöntő       | Elődöntő          | Döntő             | Helyezés |
| Versenyző    | Versenyszám | Ellenfél Eredmény | Ellenfél Eredmény                                    | Ellenfél Eredmény | Ellenfél Eredmény | Ellenfél Eredmény | Ellenfél Eredmény | Ellenfél Eredmény | Ellenfél Eredmény | Helyezés |
| ------------ | ----------- | ----------------- | ---------------------------------------------------- | ----------------- | ----------------- | ----------------- | ----------------- | ----------------- | ----------------- | -------- |
| Paula Medina | Egyes       | erőnyerő          | Tetyana Bilenko (UKR) · 4–11, 2–11, 8–11, 11–8, 7–11 | kiesett           | kiesett           | kiesett           | kiesett           | kiesett           | kiesett           | 49.      |

## Atlétika
Férfi
| Versenyző           | Versenyszám     | Selejtező | Selejtező | Selejtező | Előfutam | Előfutam | Előfutam | Elődöntő | Elődöntő | Elődöntő | Döntő    | Döntő    |
| Versenyző           | Versenyszám     | Idő       | Hely.     | Össz.     | Idő      | Hely.    | Össz.    | Idő      | Hely.    | Össz.    | Idő      | Helyezés |
| ------------------- | --------------- | --------- | --------- | --------- | -------- | -------- | -------- | -------- | -------- | -------- | -------- | -------- |
| Isidro Montoya      | 100 m           | kiemelt   | kiemelt   | kiemelt   | 10,54    | 7.       | 45.      | kiesett  | kiesett  | kiesett  | kiesett  | kiesett  |
| Rafith Rodríguez    | 800 m           |           |           |           | 1:47,70  | 4.       | 30.      | kiesett  | kiesett  | kiesett  | kiesett  | kiesett  |
| Juan Carlos Cardona | Maraton         |           |           |           |          |          |          |          |          |          | 2:40:13  | 83.      |
| Paulo Villar        | 110 m gát       |           |           |           | 13,55    | 5.       | 22.      | 13,63    | 7.       | 20.      | kiesett  | kiesett  |
| Éider Arévalo       | 20 km gyaloglás |           |           |           |          |          |          |          |          |          | 1:22:00  | 20.      |
| James Rendón        | 20 km gyaloglás |           |           |           |          |          |          |          |          |          | 1:22:54  | 28.      |
| Luis Fernando López | 20 km gyaloglás |           |           |           |          |          |          |          |          |          | kizárták | kizárták |
| Fredy Hernández     | 50 km gyaloglás |           |           |           |          |          |          |          |          |          | 3:56:00  | 33.      |

| Versenyző      | Versenyszám   | Selejtező | Selejtező | Döntő    | Döntő    |
| Versenyző      | Versenyszám   | Eredmény  | Helyezés  | Eredmény | Helyezés |
| -------------- | ------------- | --------- | --------- | -------- | -------- |
| Wanner Miller  | Magasugrás    | 226 cm    | 12.**     | 225 cm   | 9.***    |
| Dayron Márquez | Gerelyhajítás | 77,59 m   | 26.       | kiesett  | kiesett  |

Női
| Versenyző                                                           | Versenyszám     | Selejtező | Selejtező | Selejtező | Előfutam | Előfutam | Előfutam | Elődöntő | Elődöntő | Elődöntő | Döntő         | Döntő         |
| Versenyző                                                           | Versenyszám     | Idő       | Hely.     | Össz.     | Idő      | Hely.    | Össz.    | Idő      | Hely.    | Össz.    | Idő           | Helyezés      |
| ------------------------------------------------------------------- | --------------- | --------- | --------- | --------- | -------- | -------- | -------- | -------- | -------- | -------- | ------------- | ------------- |
| Yomara Hinestroza                                                   | 100 m           | kiemelt   | kiemelt   | kiemelt   | 11,56    | 7.       | 43.      | kiesett  | kiesett  | kiesett  | kiesett       | kiesett       |
| Norma González                                                      | 200 m           |           |           |           | 23,46    | 7.       | 36.*     | kiesett  | kiesett  | kiesett  | kiesett       | kiesett       |
| Yennifer Padilla                                                    | 400 m           |           |           |           | kizárták | kizárták | kizárták | kiesett  | kiesett  | kiesett  | kiesett       | kiesett       |
| Rosibel García                                                      | 800 m           |           |           |           | 2:01,30  | 3.       | 8.       | 2:00,16  | 3.       | 12.      | kiesett       | kiesett       |
| Érika Abril                                                         | Maraton         |           |           |           |          |          |          |          |          |          | 2:33:33       | 51.           |
| Yolanda Caballero                                                   | Maraton         |           |           |           |          |          |          |          |          |          | nem ért célba | nem ért célba |
| Lina Flórez                                                         | 100 m gát       |           |           |           | 13,17    | 6.       | 23.      | kiesett  | kiesett  | kiesett  | kiesett       | kiesett       |
| Brigitte Merlano                                                    | 100 m gát       |           |           |           | 13,21    | 6.       | 24.      | kiesett  | kiesett  | kiesett  | kiesett       | kiesett       |
| Princesa Oliveros                                                   | 400 m gát       |           |           |           | 58,95    | 8.       | 39.      | kiesett  | kiesett  | kiesett  | kiesett       | kiesett       |
| Ángela Figueroa                                                     | 3000 m akadály  |           |           |           | 10:25,60 | 15.      | 43.      | kiesett  | kiesett  | kiesett  | kiesett       | kiesett       |
| Yomara Hinestroza Norma González Darlenys Obregón Eliecith Palacios | 4 × 100 m váltó |           |           |           | 43,21    | 5.       | 11.      |          |          |          | kiesett       | kiesett       |
| Sandra Arenas                                                       | 20 km gyaloglás |           |           |           |          |          |          |          |          |          | 1:33:21       | 32.           |
| Ingrid Hernández                                                    | 20 km gyaloglás |           |           |           |          |          |          |          |          |          | 1:33:34       | 34.           |
| Arabelly Orjuela                                                    | 20 km gyaloglás |           |           |           |          |          |          |          |          |          | 1:35:05       | 43.           |

| Versenyző         | Versenyszám   | Selejtező | Selejtező | Döntő    | Döntő    |
| Versenyző         | Versenyszám   | Eredmény  | Helyezés  | Eredmény | Helyezés |
| ----------------- | ------------- | --------- | --------- | -------- | -------- |
| Caterine Ibargüén | Hármasugrás   | 14,42 m   | 4.        | 14,80 m  |          |
| Sandra Lemus      | Súlylökés     | 16,50 m   | 28.       | kiesett  | kiesett  |
| Eli Johana Moreno | Kalapácsvetés | 68,53 m   | 18.       | kiesett  | kiesett  |
| Flor Ruíz         | Gerelyhajítás | 54,34 m   | 32.       | kiesett  | kiesett  |

* - egy másik versenyzővel azonos eredményt ért el

** - két másik versenyzővel azonos eredményt ért el

*** - három másik versenyzővel azonos eredményt ért el

## Birkózás

### Női
Szabadfogású
| Versenyző          | Versenyszám | Selejtező                              | Nyolcaddöntő                     | Negyeddöntő                          | Elődöntő                       | Vigaszág első kör | Vigaszág elődöntő | Bronz- mérkőzés                        | Döntő             | Helyezés |
| Versenyző          | Versenyszám | Ellenfél Eredmény                      | Ellenfél Eredmény                | Ellenfél Eredmény                    | Ellenfél Eredmény              | Ellenfél Eredmény | Ellenfél Eredmény | Ellenfél Eredmény                      | Ellenfél Eredmény | Helyezés |
| ------------------ | ----------- | -------------------------------------- | -------------------------------- | ------------------------------------ | ------------------------------ | ----------------- | ----------------- | -------------------------------------- | ----------------- | -------- |
| Carolina Castillo  | 48 kg       | Davászühín Otgonceceg (MGL) · 1–2, 0–2 | kiesett                          | kiesett                              | kiesett                        |                   |                   |                                        |                   | 11.      |
| Jackeline Rentería | 55 kg       | erőnyerő                               | Han Kum-Ok (PRK) · 3–6, 2–2, 4–2 | Lissette Antes (ECU) · 0–1, 1–0, 1–0 | Tonya Verbeek (CAN) · 0–1, 0–1 |                   |                   | Tetyana Lazareva (UKR) · 0–1, 3–0, 2–0 |                   |          |
| Ana Betancour      | 72 kg       | erőnyerő                               | Maider Unda (ESP) · 0–2, 0–3     | kiesett                              | kiesett                        |                   |                   |                                        |                   | 17.      |

## Cselgáncs
Női
| Versenyző      | Versenyszám | Selejtező                           | Nyolcaddöntő                          | Negyeddöntő                         | Elődöntő          | Vigaszág elődöntő                | Bronz- mérkőzés                | Döntő             | Helyezés |
| Versenyző      | Versenyszám | Ellenfél Eredmény                   | Ellenfél Eredmény                     | Ellenfél Eredmény                   | Ellenfél Eredmény | Ellenfél Eredmény                | Ellenfél Eredmény              | Ellenfél Eredmény | Helyezés |
| -------------- | ----------- | ----------------------------------- | ------------------------------------- | ----------------------------------- | ----------------- | -------------------------------- | ------------------------------ | ----------------- | -------- |
| Yadinis Amarís | Könnyűsúly  | erőnyerő                            | Marti Malloy (USA) · 000(0)–100(0)    | kiesett                             | kiesett           |                                  |                                |                   | 9.       |
| Yuri Alvear    | Középsúly   | Maria Portela (BRA) · 110(0)–000(0) | Antonia Moreira (ANG) · 100(0)–000(1) | Lucie Décosse (FRA) · 000(0)–100(0) |                   | Raša Sraka (SLO) · 100(0)–000(1) | Chen Fei (CHN) · 011(0)–000(1) |                   |          |

## Íjászat
Férfi
| Versenyző     | Versenyszám | Selejtező | Selejtező | 64-es főtábla                     | 32-es főtábla     | Nyolcaddöntő      | Negyeddöntő       | Elődöntő          | Döntő             | Helyezés |
| Versenyző     | Versenyszám | Pont      | Kiemelt   | Ellenfél Eredmény                 | Ellenfél Eredmény | Ellenfél Eredmény | Ellenfél Eredmény | Ellenfél Eredmény | Ellenfél Eredmény | Helyezés |
| ------------- | ----------- | --------- | --------- | --------------------------------- | ----------------- | ----------------- | ----------------- | ----------------- | ----------------- | -------- |
| Daniel Pineda | Egyéni      | 664       | 32.       | Wang Cheng-Pang (TPE) (33.) · 0–6 | kiesett           | kiesett           | kiesett           | kiesett           | kiesett           | 33.      |

Női
| Versenyző        | Versenyszám | Selejtező | Selejtező | 64-es főtábla                  | 32-es főtábla     | Nyolcaddöntő      | Negyeddöntő       | Elődöntő          | Döntő             | Helyezés |
| Versenyző        | Versenyszám | Pont      | Kiemelt   | Ellenfél Eredmény              | Ellenfél Eredmény | Ellenfél Eredmény | Ellenfél Eredmény | Ellenfél Eredmény | Ellenfél Eredmény | Helyezés |
| ---------------- | ----------- | --------- | --------- | ------------------------------ | ----------------- | ----------------- | ----------------- | ----------------- | ----------------- | -------- |
| Ana María Rendón | Egyéni      | 657       | 12.       | Iria Grandal (ESP) (53.) · 2–6 | kiesett           | kiesett           | kiesett           | kiesett           | kiesett           | 33.      |

## Kerékpározás

### BMX
| Versenyző      | Versenyszám | Selejtező | Selejtező | Negyeddöntő | Negyeddöntő | Elődöntő | Elődöntő | Döntő  | Döntő    | Helyezés |
| Versenyző      | Versenyszám | Idő       | Helyezés  | Pont        | Helyezés    | Pont     | Helyezés | Idő    | Helyezés | Helyezés |
| -------------- | ----------- | --------- | --------- | ----------- | ----------- | -------- | -------- | ------ | -------- | -------- |
| Carlos Oquendo | Férfi       | 38,775    | 14.       | 21          | 4.          | 11       | 4.       | 38,251 | 3.       |          |
| Andrés Jiménez | Férfi       | 38,445    | 5.        | 17          | 3.          | 12       | 4.       | 53,377 | 6.       | 6.       |
| Mariana Pajón  | Női         | 38,787    | 3.        |             |             | 3        | 1.       | 37,706 | 1.       |          |

### Hegyi-kerékpározás
| Versenyző   | Versenyszám        | Idő             | Helyezés      |
| ----------- | ------------------ | --------------- | ------------- |
| Héctor Páez | Férfi terepverseny | 1:36:02 (+6:55) | 28.           |
| Laura Abril | Női terepverseny   | nem ért célba   | nem ért célba |

### Országúti kerékpározás
Férfi
| Versenyző         | Versenyszám   | Idő                 | Helyezés      |
| ----------------- | ------------- | ------------------- | ------------- |
| Rigoberto Urán    | Mezőnyverseny | 5:45:57 (+0:00)     |               |
| Sergio Luis Henao | Mezőnyverseny | 5:46:05 (+0:08)     | 16.           |
| Fabio Duarte      | Mezőnyverseny | nem ért célba       | nem ért célba |
| Fabio Duarte      | Időfutam      | 57:34,20 (+6:54,66) | 35.           |

### Pálya-kerékpározás
Sprintversenyek
| Versenyző                    | Versenyszám | Selejtező | Selejtező | 1. forduló                     | Vigaszág                                                     | Vigaszág | 2. forduló           | Vigaszág               | Vigaszág | 9–12. helyért          | 9–12. helyért | Negyeddöntő          | 5–8. helyért           | 5–8. helyért | Elődöntő             | Döntő                | Helyezés |
| Versenyző                    | Versenyszám | Idő       | Hely.     | Ellenfél Győztes idő           | Ellenfelek Győztes idő                                       | Hely.    | Ellenfél Győztes idő | Ellenfelek Győztes idő | Hely.    | Ellenfelek Győztes idő | Hely.         | Ellenfél Győztes idő | Ellenfelek Győztes idő | Hely.        | Ellenfél Győztes idő | Ellenfél Győztes idő | Helyezés |
| ---------------------------- | ----------- | --------- | --------- | ------------------------------ | ------------------------------------------------------------ | -------- | -------------------- | ---------------------- | -------- | ---------------------- | ------------- | -------------------- | ---------------------- | ------------ | -------------------- | -------------------- | -------- |
| Juliana Gaviria              | Női egyéni  | 11,376    | 13.       | Lisandra Guerra (CUB) · 11,390 | Natasha Hansen (NZL) · Jekatyerina Gnyigyenko (RUS) · 11,882 | 2.       | kiesett              | kiesett                | kiesett  | kiesett                | kiesett       | kiesett              | kiesett                | kiesett      | kiesett              | kiesett              | 13.      |
| Juliana Gaviria Diana García | Női csapat  | 34,870    | 10.       |                                |                                                              |          |                      |                        |          |                        |               | kiesett              |                        |              | kiesett              | kiesett              | 10.      |

Üldözőversenyek
| Versenyző                                                             | Versenyszám  | Selejtező | Selejtező | Elődöntő                                                                                       | Elődöntő  | Elődöntő | Döntő                                                                                                  | Döntő     | Döntő    |
| Versenyző                                                             | Versenyszám  | Idő       | Hely.     | Ellenfél Idő                                                                                   | Saját idő | Hely.    | Ellenfél Idő                                                                                           | Saját idő | Helyezés |
| --------------------------------------------------------------------- | ------------ | --------- | --------- | ---------------------------------------------------------------------------------------------- | --------- | -------- | --- | --------- | -------- |
| Juan Esteban Arango Edwin Ávila Arles Castro Weimar Roldan Kevin Rios | Férfi csapat | 4:03,712  | 7.        | Spanyolország (ESP) · Eloy Teruel · Sebastián Mora · David Juaneda · Albert Barcelo · 3:59,520 | 4:05,485  | 8.       | 7. helyért · Hollandia (NED) · Levi Heimans · Jenning Huizenga · Wim Stroetinga · Tim Veldt · 4:04,569 | 4:04,772  | 8.       |

Keirin
| Versenyző       | Versenyszám | 1. forduló | Vigaszág | 2. forduló | Döntő    | Helyezés |
| Versenyző       | Versenyszám | Helyezés   | Helyezés | Helyezés   | Helyezés | Helyezés |
| --------------- | ----------- | ---------- | -------- | ---------- | -------- | -------- |
| Fabián Puerta   | Férfi       | 3.         | 5.       | kiesett    | kiesett  | 15.      |
| Juliana Gaviria | Női         | 4.         | 6.       | kiesett    | kiesett  | 17.      |

Omnium
| Versenyző           | Versenyszám | 200 méter | 200 méter | 30 km-es pontverseny | 30 km-es pontverseny | Kieséses verseny | 4 km-es egyéni üldözőverseny | 4 km-es egyéni üldözőverseny | 15 km-es scratch | 15 km-es scratch | 1000 m-es időfutam | 1000 m-es időfutam | Összesítés | Összesítés |
| Versenyző           | Versenyszám | Idő       | Hely.     | Pont                 | Hely.                | Hely.            | Eredmény                     | Hely.                        | Lekörözés        | Hely.            | Idő                | Hely.              | Pont       | Helyezés   |
| ------------------- | ----------- | --------- | --------- | -------------------- | -------------------- | ---------------- | ---------------------------- | ---------------------------- | ---------------- | ---------------- | ------------------ | ------------------ | ---------- | ---------- |
| Juan Esteban Arango | Férfi       | 13,469    | 8.        | –18                  | 17.                  | 13.              | 4:25,477                     | 4.                           | 1                | 11.              | 1:03,793           | 7.                 | 60         | 10.        |

| Versenyző         | Versenyszám | 200 méter | 200 méter | 20 km-es pontverseny | 20 km-es pontverseny | Kieséses verseny | 3 km-es egyéni üldözőverseny | 3 km-es egyéni üldözőverseny | 10 km-es scratch | 10 km-es scratch | 500 m-es időfutam | 500 m-es időfutam | Összesítés | Összesítés |
| Versenyző         | Versenyszám | Idő       | Hely.     | Pont                 | Hely.                | Hely.            | Eredmény                     | Hely.                        | Lekörözés        | Hely.            | Idő               | Hely.             | Pont       | Helyezés   |
| ----------------- | ----------- | --------- | --------- | -------------------- | -------------------- | ---------------- | ---------------------------- | ---------------------------- | ---------------- | ---------------- | ----------------- | ----------------- | ---------- | ---------- |
| María Luisa Calle | Női         | 15,559    | 18.       | 22                   | 8.                   | 14.              | 3:40,349                     | 7.                           | 0                | 11.              | 37,937            | 18.               | 76         | 16.        |

## Labdarúgás

### Női
| Kolumbiai női labdarúgócsapat-játékoskeret | Kolumbiai női labdarúgócsapat-játékoskeret                                                                                                 |
| --- | --- |
| - Lady Andrade - Nataly Arias - Natalia Ariza - Tatiana Ariza - Yulieth Domínguez - Natalia Gaitán - Ana Montoya - Daniela Montoya - Melissa Ortíz | - Kelis Peduzine - Yoreli Rincón - Carmen Rodallega - Liana Salazar - Sandra Sepúlveda - Catalina Usme - Oriánica Velásquez - Ingrid Vidal |

#### Eredmények
Csoportkör
G csoport
| Csapat                 | M | Gy | D | V | Rg | Kg | Gk | P |
| ---------------------- | - | -- | - | - | -- | -- | -- | - |
| Egyesült Államok (USA) | 3 | 3  | 0 | 0 | 8  | 2  | +6 | 9 |
| Franciaország (FRA)    | 3 | 2  | 0 | 1 | 8  | 4  | +4 | 6 |
| Észak-Korea (PRK)      | 3 | 1  | 0 | 2 | 2  | 6  | −4 | 3 |
| Kolumbia (COL)         | 3 | 0  | 0 | 3 | 0  | 6  | −6 | 0 |

| 2012. július 25. 19:45 (20:45) * |

| Kolumbia (COL) | 0–2               | Észak-Korea (PRK)   |
| -------------- | ----------------- | ------------------- |
|                | (0–1) Jegyzőkönyv | Kim Szonghü 39' 85' |

| Hampden Park, Glasgow Nézőszám: 14 119 Játékvezető: Carol Anne Chenard (kanadai) |

| 2012. július 28. 17:00 (18:00) |

| Egyesült Államok (USA)            | 3–0               | Kolumbia (COL) |
| --------------------------------- | ----------------- | -------------- |
| Rapinoe 33' Wambach 74' Lloyd 77' | (1–0) Jegyzőkönyv |                |

| Hampden Park, Glasgow Nézőszám: 11 313 Játékvezető: Efthalía Míci (görög) |

| 2012. július 31. 17:15 (18:15) |

| Franciaország (FRA) | 1–0               | Kolumbia (COL) |
| ------------------- | ----------------- | -------------- |
| Thomis 5'           | (1–0) Jegyzőkönyv |                |

| St. James’ Park, Newcastle Nézőszám: 13 184 Játékvezető: Quetzalli Alvarado (mexikói) |

| Csapat         | Helyezés |
| -------------- | -------- |
| Kolumbia (COL) | 11.      |

## Lovaglás
Díjugratás
| Versenyző     | Ló            | Versenyszám | Selejtező | Selejtező | Selejtező | Selejtező | Selejtező | Selejtező | Selejtező | Selejtező | Döntő   | Döntő   | Döntő   | Végeredmény | Végeredmény |
| Versenyző     | Ló            | Versenyszám | 1. kör    | 1. kör    | 2. kör    | 2. kör    | 2. kör    | 3. kör    | 3. kör    | 3. kör    | 1. kör  | 1. kör  | 2. kör  | Végeredmény | Végeredmény |
| Versenyző     | Ló            | Versenyszám | Bünt.     | Hely.     | Bünt.     | Össz.     | Hely.     | Bünt.     | Össz.     | Hely.     | Bünt.   | Hely.   | Bünt.   | Bünt.       | Helyezés    |
| ------------- | ------------- | ----------- | --------- | --------- | --------- | --------- | --------- | --------- | --------- | --------- | ------- | ------- | ------- | ----------- | ----------- |
| Daniel Bluman | Sancha        | Egyéni      | 0         | 1.        | 1         | 1         | 13.       | 4         | 5         | 7.        | 4       | 11.     | 9       | 13          | 20.         |
| Rodrigo Díaz  | Royal Vincken | Egyéni      | 1         | 33.       | 10        | 11        | 53.       | kiesett   | kiesett   | kiesett   | kiesett | kiesett | kiesett | kiesett     | kiesett     |

## Műugrás
Férfi
| Versenyző       | Versenyszám        | Selejtező | Selejtező | Elődöntő | Elődöntő | Döntő   | Döntő    |
| Versenyző       | Versenyszám        | Pont      | Helyezés  | Pont     | Helyezés | Pont    | Helyezés |
| --------------- | ------------------ | --------- | --------- | -------- | -------- | ------- | -------- |
| Sebastián Villa | Egyéni műugrás     | 414,90    | 21.       | kiesett  | kiesett  | kiesett | kiesett  |
| Sebastián Villa | Egyéni toronyugrás | 419,25    | 22.       | kiesett  | kiesett  | kiesett | kiesett  |
| Víctor Ortega   | Egyéni toronyugrás | 450,60    | 13.       | 439,55   | 17.      | kiesett | kiesett  |

## Ökölvívás
Férfi
| Versenyző        | Versenyszám  | Selejtező                      | Nyolcaddöntő      | Negyeddöntő       | Elődöntő          | Döntő             | Helyezés |
| Versenyző        | Versenyszám  | Ellenfél Eredmény              | Ellenfél Eredmény | Ellenfél Eredmény | Ellenfél Eredmény | Ellenfél Eredmény | Helyezés |
| ---------------- | ------------ | ------------------------------ | ----------------- | ----------------- | ----------------- | ----------------- | -------- |
| Eduard Marriaga  | Könnyűsúly   | Wellington Arias (DOM) · 8–17  | kiesett           | kiesett           | kiesett           | kiesett           | 17.      |
| César Villarraga | Kisváltósúly | Roniel Iglesias (CUB) · 9–20   | kiesett           | kiesett           | kiesett           | kiesett           | 17.      |
| Jeysson Monroy   | Félnehézsúly | Ehsan Rouzbahani (IRI) · 10–12 | kiesett           | kiesett           | kiesett           | kiesett           | 17.      |

## Sportlövészet
Férfi
| Versenyző   | Versenyszám | Selejtező | Selejtező | Döntő   | Döntő    |
| Versenyző   | Versenyszám | Pont      | Helyezés  | Pont    | Helyezés |
| ----------- | ----------- | --------- | --------- | ------- | -------- |
| Danilo Caro | Trap        | 115       | 29.       | kiesett | kiesett  |

## Súlyemelés
Férfi
| Versenyző      | Versenyszám | Szakítás | Szakítás | Lökés    | Lökés    | Összesen | Helyezés |
| Versenyző      | Versenyszám | Eredmény | Helyezés | Eredmény | Helyezés | Összesen | Helyezés |
| -------------- | ----------- | -------- | -------- | -------- | -------- | -------- | -------- |
| Sergio Rada    | 56 kg       | 118      | 10.      | 151      | 6.       | 269      | 7.       |
| Carlos Berna   | 56 kg       | 118      | 10.      | 150      | 7.       | 268      | 8.       |
| Óscar Figueroa | 62 kg       | 140      | 3.       | 177      | 1.       | 317      |          |
| Doyler Sánchez | 69 kg       | 138      | 14.      | 170      | 13.      | 308      | 14.      |

Női
| Versenyző         | Versenyszám | Szakítás | Szakítás | Lökés                    | Lökés                    | Összesen | Helyezés |
| Versenyző         | Versenyszám | Eredmény | Helyezés | Eredmény                 | Helyezés                 | Összesen | Helyezés |
| ----------------- | ----------- | -------- | -------- | ------------------------ | ------------------------ | -------- | -------- |
| Rusmeris Villar   | 53 kg       | 87       | 7.       | 108                      | 8.                       | 195      | 6.       |
| Jackeline Heredia | 58 kg       | 100      | 9.       | 125                      | 9.                       | 225      | 10.      |
| Lina Rivas        | 58 kg       | 103      | 4.       | érvényes kísérlet nélkül | érvényes kísérlet nélkül | kiesett  | kiesett  |
| Ubaldina Valoyes  | 69 kg       | 111      | 6.       | 135                      | 6.                       | 246      | 6.       |

## Taekwondo
Férfi
| Versenyző   | Versenyszám | Nyolcaddöntő                 | Negyeddöntő                  | Elődöntő                   | Vigaszág elődöntő | Bronz- mérkőzés            | Döntő             | Helyezés |
| Versenyző   | Versenyszám | Ellenfél Eredmény            | Ellenfél Eredmény            | Ellenfél Eredmény          | Ellenfél Eredmény | Ellenfél Eredmény          | Ellenfél Eredmény | Helyezés |
| ----------- | ----------- | ---------------------------- | ---------------------------- | -------------------------- | ----------------- | -------------------------- | ----------------- | -------- |
| Óscar Muñoz | Légsúly     | Mokdad El-Yamine (ALG) · 1–8 | Tamím el-Kubáti (YEM) · 14–2 | Joel González (ESP) · 13–4 |                   | Pen-Ek Karaket (THA) · 4–6 |                   |          |

## Tenisz
Férfi
| Versenyző                             | Versenyszám | 64-es főtábla                       | 32-es főtábla                                            | Nyolcaddöntő      | Negyeddöntő       | Elődöntő          | Bronz- mérkőzés   | Döntő             | Helyezés |
| Versenyző                             | Versenyszám | Ellenfél Eredmény                   | Ellenfél Eredmény                                        | Ellenfél Eredmény | Ellenfél Eredmény | Ellenfél Eredmény | Ellenfél Eredmény | Ellenfél Eredmény | Helyezés |
| ------------------------------------- | ----------- | ----------------------------------- | -------------------------------------------------------- | ----------------- | ----------------- | ----------------- | ----------------- | ----------------- | -------- |
| Santiago Giraldo                      | Egyes       | Ryan Harrison (USA) · 7–5, 6–3      | Steve Darcis (BEL) · 7–6(7–4), 4–6, 4–6                  | kiesett           | kiesett           | kiesett           | kiesett           | kiesett           | 17.      |
| Alejandro Falla                       | Egyes       | Roger Federer (SUI) · 3–6, 7–5, 3–6 | kiesett                                                  | kiesett           | kiesett           | kiesett           | kiesett           | kiesett           | 33.      |
| Juan Sebastián Cabal Santiago Giraldo | Páros       |                                     | Horvátország (CRO) · Marin Čilić · Ivan Dodig · 3–6, 4–6 | kiesett           | kiesett           | kiesett           | kiesett           | kiesett           | 17.      |

Női
| Versenyző            | Versenyszám | 64-es főtábla                              | 32-es főtábla     | Nyolcaddöntő      | Negyeddöntő       | Elődöntő          | Bronz- mérkőzés   | Döntő             | Helyezés |
| Versenyző            | Versenyszám | Ellenfél Eredmény                          | Ellenfél Eredmény | Ellenfél Eredmény | Ellenfél Eredmény | Ellenfél Eredmény | Ellenfél Eredmény | Ellenfél Eredmény | Helyezés |
| -------------------- | ----------- | ------------------------------------------ | ----------------- | ----------------- | ----------------- | ----------------- | ----------------- | ----------------- | -------- |
| Mariana Duque Mariño | Egyes       | Marija Kirilenko (RUS) · 0–6, 1–1, feladta | kiesett           | kiesett           | kiesett           | kiesett           | kiesett           | kiesett           | 33.      |

## Torna
Férfi
| Versenyző          | Versenyszám      | Selejtező | Selejtező | Döntő    | Döntő    |
| Versenyző          | Versenyszám      | Pontszám  | Helyezés  | Pontszám | Helyezés |
| ------------------ | ---------------- | --------- | --------- | -------- | -------- |
| Jorge Hugo Giraldo | Talaj            | 13,400    | 64.       | kiesett  | kiesett  |
| Jorge Hugo Giraldo | Korlát           | 13,633    | 60.       | kiesett  | kiesett  |
| Jorge Hugo Giraldo | Nyújtó           | 13,500    | 57.       | kiesett  | kiesett  |
| Jorge Hugo Giraldo | Gyűrű            | 14,933    | 20.       | kiesett  | kiesett  |
| Jorge Hugo Giraldo | Lólengés         | 12,166    | 63.       | kiesett  | kiesett  |
| Jorge Hugo Giraldo | Egyéni összetett | 83,098    | 33.       | kiesett  | kiesett  |

Női
| Versenyző   | Versenyszám      | Selejtező | Selejtező | Döntő    | Döntő    |
| Versenyző   | Versenyszám      | Pontszám  | Helyezés  | Pontszám | Helyezés |
| ----------- | ---------------- | --------- | --------- | -------- | -------- |
| Jessica Gil | Talaj            | 13,066    | 53.       | kiesett  | kiesett  |
| Jessica Gil | Felemás korlát   | 12,633    | 61.       | kiesett  | kiesett  |
| Jessica Gil | Gerenda          | 12,266    | 61.       | kiesett  | kiesett  |
| Jessica Gil | Egyéni összetett | 51,498    | 42.       | kiesett  | kiesett  |

## Triatlon
| Versenyző        | Versenyszám | 1,5 km úszás | Depózás 1 | 40 km kerékpározás | Depózás 2 | 10 km futás | Összesítés | Összesítés |
| Versenyző        | Versenyszám | Idő          | Idő       | Idő                | Idő       | Idő         | Idő        | Helyezés   |
| ---------------- | ----------- | ------------ | --------- | ------------------ | --------- | ----------- | ---------- | ---------- |
| Carlos Quinchara | Férfi       | 18:02        | 0:47      | 59:37              | 0:31      | 35:13       | 1:54:10    | 53.        |

## Úszás
Férfi
| Versenyző       | Versenyszám    | Előfutam | Előfutam | Előfutam | Elődöntő | Elődöntő | Elődöntő | Döntő   | Döntő    |
| Versenyző       | Versenyszám    | Idő      | Hely.    | Össz.    | Idő      | Hely.    | Össz.    | Idő     | Helyezés |
| --------------- | -------------- | -------- | -------- | -------- | -------- | -------- | -------- | ------- | -------- |
| Mateo De Angulo | 400 m gyors    | 3:57,76  | 2.       | 26.      |          |          |          | kiesett | kiesett  |
| Omar Pinzón     | 100 m hát      | 55,37    | 2.       | 32.*     | kiesett  | kiesett  | kiesett  | kiesett | kiesett  |
| Omar Pinzón     | 200 m hát      | 1:58,20  | 4.       | 15.      | 1:58,99  | 8.       | 16.      | kiesett | kiesett  |
| Omar Pinzón     | 200 m pillangó | 2:02,32  | 2.       | 34.      | kiesett  | kiesett  | kiesett  | kiesett | kiesett  |

Női
| Versenyző         | Versenyszám | Előfutam | Előfutam | Előfutam | Elődöntő | Elődöntő | Elődöntő | Döntő   | Döntő    |
| Versenyző         | Versenyszám | Idő      | Hely.    | Össz.    | Idő      | Hely.    | Össz.    | Idő     | Helyezés |
| ----------------- | ----------- | -------- | -------- | -------- | -------- | -------- | -------- | ------- | -------- |
| Carolina Colorado | 100 m hát   | 1:01,81  | 3.       | 28.      | kiesett  | kiesett  | kiesett  | kiesett | kiesett  |
| Carolina Colorado | 200 m hát   | 2:13,64  | 2.       | 27.      | kiesett  | kiesett  | kiesett  | kiesett | kiesett  |

* - egy másik versenyzővel azonos eredményt ért el

## Vitorlázás
Férfi
| Versenyző       | Versenyszám     | Futam | Futam | Futam | Futam | Futam | Futam | Futam | Futam | Futam  | Futam | Futam   | Pontszám | Helyezés |
| Versenyző       | Versenyszám     | 1     | 2     | 3     | 4     | 5     | 6     | 7     | 8     | 9      | 10    | É       | Pontszám | Helyezés |
| --------------- | --------------- | ----- | ----- | ----- | ----- | ----- | ----- | ----- | ----- | ------ | ----- | ------- | -------- | -------- |
| Santiago Grillo | Szörfvitorlázás | 35    | 34    | 34    | 33    | (39*) | 37    | 30    | 36    | 39**   | 31    | kiesett | 302      | 37.      |
| Andrey Quintero | Laser           | 40    | 31    | 37    | 25    | 39    | 41    | 36    | 39    | (50**) | 37    | kiesett | 325      | 40.      |

* - kizárták (fekete zászló)

** - nem ért célba

## Vívás
Női
| Versenyző        | Versenyszám | Selejtező         | 32-es főtábla                    | Nyolcaddöntő      | Negyeddöntő       | Elődöntő          | Bronz- mérkőzés   | Döntő             | Helyezés |
| Versenyző        | Versenyszám | Ellenfél Eredmény | Ellenfél Eredmény                | Ellenfél Eredmény | Ellenfél Eredmény | Ellenfél Eredmény | Ellenfél Eredmény | Ellenfél Eredmény | Helyezés |
| ---------------- | ----------- | ----------------- | -------------------------------- | ----------------- | ----------------- | ----------------- | ----------------- | ----------------- | -------- |
| Saskia van Erven | Tőr, egyéni | erőnyerő          | Carolin Golubytskyi (GER) · 9–14 | kiesett           | kiesett           | kiesett           | kiesett           | kiesett           | 17.      |